# Tsurugaoka Hachiman-gū

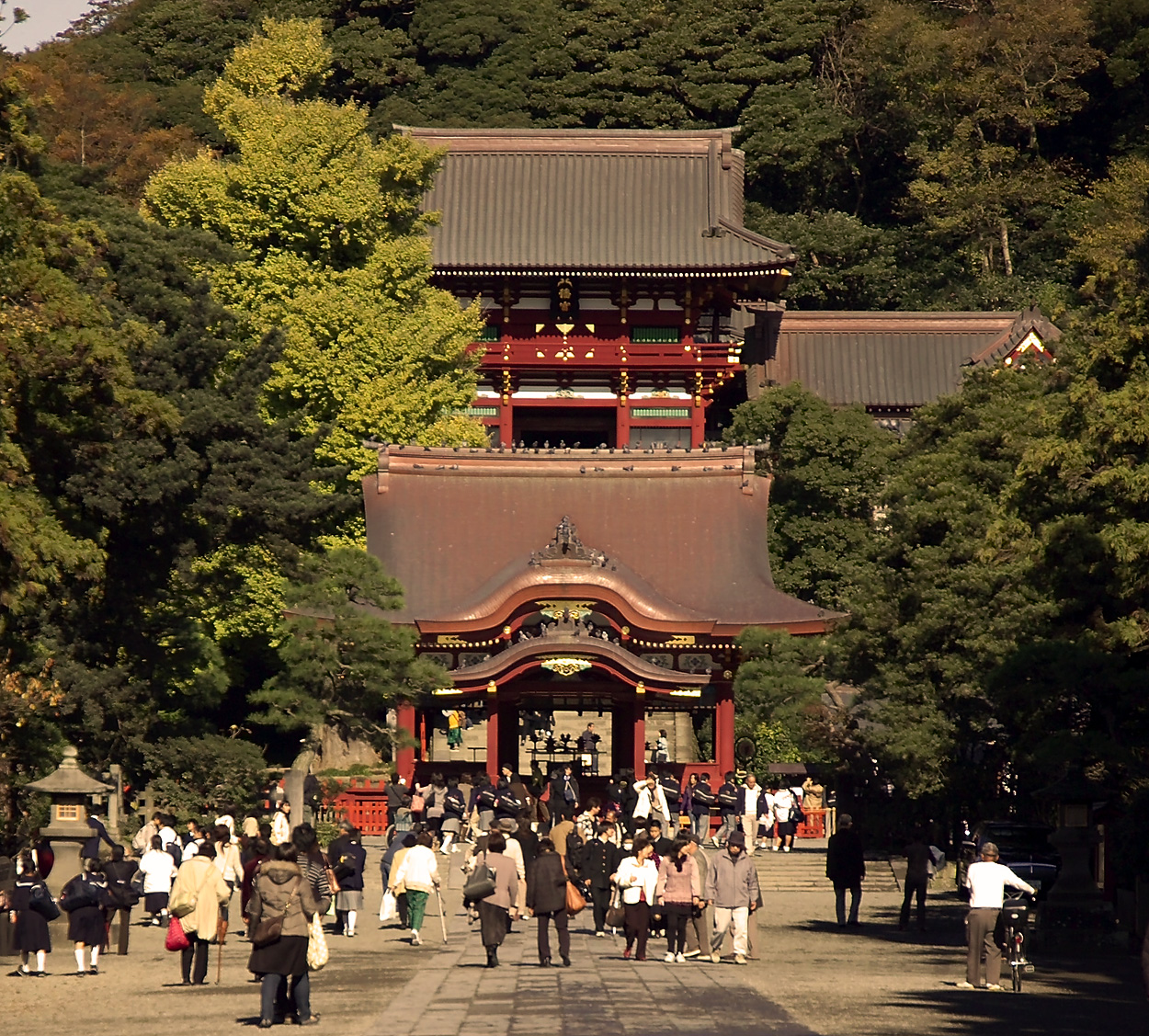
Tsurugaoka Hachiman-gū

Tsurugaoka Hachiman-gu (língua japonesa:鶴岡八幡宮) É o mais importante santuário xinto na cidade de Kamakura, em Kanagawa, no Japão. O santuário é o centro geográfico e cultural da cidade de Kamakura, que se desenvolveu em seu entorno. Nele realizam-se seus principais eventos culturais, sendo, também, sede de dois museus.
Tsurugaoka Hachiman-gu foi, por grande parte de sua história, não apenas um santuário dedicado ao kami Hachiman, mas também um templo budista Tendai, fato que explica sua organização espacial típica da arquitetura budista japonesa.
No lado esquerdo da sua grande escada de pedra, havia uma árvore de ginkgo biloba com aproximadamente 1000 anos, que foi arrancada por uma tempestade na madrugada de 10 de março de 2010. O santuário é um Bem cultural importante do Japão.